# Élections législatives slovènes de 2008
Les élections législatives slovènes de 2008 (en slovène : Državnozborske volitve v Sloveniji 2008) se tiennent le dimanche 21 septembre 2008, afin d'élire les 90 députés de la 5e législature de l'Assemblée nationale pour un mandat de quatre ans.
Le scrutin est marqué par la victoire des Sociaux-démocrates (SD) de Borut Pahor, qui devancent d'à peine un point et un siège le Parti démocratique slovène (SDS) au pouvoir de Janez Janša. Le nouveau parti Réel - Nouvelle politique (Zares) arrive directement troisième. Pahor succède à Janša deux mois plus tard, à la tête d'un gouvernement de centre gauche.

## Contexte
Lors des élections législatives du 3 octobre 2004, la Démocratie libérale slovène (LDS) du président du gouvernement Anton Rop, au pouvoir depuis 1992 (sauf quelques mois en 2000) est nettement devancée par le Parti démocratique slovène (SDS) de l'ancien ministre de la Défense Janez Janša. Ce dernier s'associe avec la Nouvelle Slovénie (NSi), le Parti populaire slovène (SLS) et le Parti démocrate des retraités slovènes (DeSUS), ce qui lui permet d'accéder au pouvoir deux mois après le scrutin.
À l'occasion de l'élection présidentielle (sl) du 21 octobre 2007, Lojze Peterle — soutenu par le SDS, NSi et le SLS — vire en tête avec 28,7 % des voix, devant Danilo Türk, investi par les Sociaux-démocrates (SD), Réel - Nouvelle politique (Zares, une dissidence de la LDS) et le DeSUS et qui récolte 24,5 % des suffrages. Celui-ci prend ainsi l'avantage de 0,4 point seulement sur Mitja Gaspari (sl), candidat de la LDS. Au second tour, Türk s'impose très largement face à Peterle avec 68 % des exprimés.

## Mode de scrutin
L'Assemblée nationale (Državni zbor) est la chambre basse du Parlement bicaméral de la Slovénie. Elle est composée de 90 députés élus pour quatre ans dont 88 au scrutin proportionnel plurinominal de liste avec vote préférentiel et seuil électoral de 4 % dans huit circonscriptions de 11 sièges. Après décompte des voix, les sièges sont répartis dans chaque circonscription sur la base du quotient de Droop, puis au niveau national pour les sièges restants selon la méthode d'Hondt. Pour chaque liste, les mandats sont attribués en fonction du nombre de votes préférentiels obtenus par les candidats.
Les deux autres sièges sont réservés aux minorités italiennes et hongroises à raison d'un député chacune, élus en un seul tour à l'aide d'un système de vote pondéré : la méthode Borda. Les électeurs concernés classent les candidats sur le bulletin de vote en leur attribuant des chiffres en partant de 1 pour leur candidat favori. Le candidat classé en premier reçoit autant de voix que de candidats dans la liste, celui classé deuxième une de moins, et ainsi de suite. Le candidat ayant recueilli le plus de voix est déclaré élu. Les slovènes votant pour les représentants des minorités peuvent aussi participer à l'élection des 88 autres sièges.
La loi électorale slovène impose que les candidats figurant sur les listes des partis totalisent un minimum de 25 % de l'un et l'autre sexe.

## Principales forces politiques
| Parti | Parti | Idéologie                                                            | Chef de file                            | Résultat en 2004          |
| ----- | --- | -------------------------------------------------------------------- | --------------------------------------- | ------------------------- |
|       | Parti démocratique slovène Slovenska demokratska stranka (SDS)                                                              | Centre droit Conservatisme                                           | Janez Janša (Président du gouvernement) | 29,1 % des voix 29 sièges |
|       | Démocratie libérale slovène Liberalna demokracija Slovenije (LDS)                                                           | Centre Social-libéralisme                                            | Katarina Kresal                         | 22,8 % des voix 23 sièges |
|       | Sociaux-démocrates Socialni demokrati (SD)                                                                                  | Centre gauche Social-démocratie                                      | Borut Pahor                             | 10,2 % des voix 10 sièges |
|       | Nouvelle Slovénie - Parti chrétien populaire Nova Slovenija – Kršcanska ljudska stranka (NSi)                               | Centre droit Démocratie chrétienne, conservatisme                    | Andrej Bajuk (Ministre des Finances)    | 9,1 % des voix 9 sièges   |
|       | Parti populaire slovène et Parti de la jeunesse de Slovénie Slovenska ljudska stranka in Stranka mladih Slovenije (SLS-SMS) | Centre Conservatisme, écologie politique                             | Bojan Šrot (sl) (Maire de Celje)        | 8,9 % des voix 7 sièges   |
|       | Parti national slovène Slovenska nacionalna stranka (SNS)                                                                   | Droite à extrême droite Nationalisme, conservatisme, euroscepticisme | Zmago Jelinčič Plemeniti (sl)           | 6,3 % des voix 6 sièges   |
|       | Parti démocrate des retraités slovènes Demokratična stranka upokojencev Slovenije (DeSUS)                                   | Centre Social-libéralisme, défense des retraités                     | Karl Erjavec (Ministre de la Défense)   | 5,2 % des voix 4 sièges   |
|       | Réel - Nouvelle politique Zares - nova politika (Zares)                                                                     | Centre Social-libéralisme                                            | Gregor Golobič                          | Inexistant                |

## Résultats
|                           |                                                    |                                  |                                  |                                  |        |               |  |  |
| Parti                     | Parti                                              | Voix                             | %                                | +/-                              | Sièges | +/-           |  |  |
|                           | Sociaux-démocrates (SD)                            | 320 248                          | 30,45                            | 20,28                            | 29     | 19            |  |  |
|                           | Parti démocratique slovène (SDS)                   | 307 735                          | 29,26                            | 0,18                             | 28     | 1             |  |  |
|                           | Réel - Nouvelle politique (Zares)                  | 98 526                           | 9,37                             | Nv.                              | 9      | 9             |  |  |
|                           | Parti démocrate des retraités slovènes (DeSUS)     | 78 353                           | 7,45                             | 3,41                             | 7      | 3             |  |  |
|                           | Parti national slovène (SNS)                       | 56 832                           | 5,40                             | 0,87                             | 5      | 1             |  |  |
|                           | Liste commune SLS-SMS                              | 54 809                           | 5,21                             | 3,69                             | 5      | 2             |  |  |
|                           | Démocratie libérale slovène (LDS)                  | 54 771                           | 5,21                             | 17,59                            | 5      | 18            |  |  |
|                           | Nouvelle Slovénie - Parti chrétien populaire (NSi) | 35 774                           | 3,40                             | 5,69                             | 0      | 9             |  |  |
|                           | Lipa (sl)                                          | 19 068                           | 1,81                             | Nv.                              | 0      | en stagnation |  |  |
|                           | Liste pour la justice et le développement (LPR)    | 5 897                            | 0,56                             | Nv.                              | 0      | en stagnation |  |  |
|                           | Verts de Slovénie (Zeleni)                         | 5 367                            | 0,51                             | 0,18                             | 0      | en stagnation |  |  |
|                           | Parti chrétien-démocrate (KDS)                     | 4 724                            | 0,45                             | Nv.                              | 0      | en stagnation |  |  |
|                           | Liste pour une eau potable propre (LZČPV)          | 4 140                            | 0,39                             | Nv.                              | 0      | en stagnation |  |  |
|                           | Parti du peuple slovène (SSN)                      | 2 629                            | 0,25                             | 0,02                             | 0      | en stagnation |  |  |
|                           | Autres partis                                      | 2 954                            | 0,28                             | –                                | 0      | –             |  |  |
|                           | Minorités hongroise et italienne                   | Minorités hongroise et italienne | Minorités hongroise et italienne | Minorités hongroise et italienne | 2      | en stagnation |  |  |
|                           |                                                    |                                  |                                  |                                  |        |               |  |  |
| Suffrages exprimés        | Suffrages exprimés                                 | 1 051 827                        | 98,26                            |                                  |        |               |  |  |
| Votes blancs et invalides | Votes blancs et invalides                          | 18 597                           | 1,74                             |                                  |        |               |  |  |
| Total                     | Total                                              | 1 070 424                        | 100                              | –                                | 90     | en stagnation |  |  |
| Abstentions               | Abstentions                                        | 626 013                          | 36,90                            |                                  |        |               |  |  |
| Inscrits/Participation    | Inscrits/Participation                             | 1 696 437                        | 63,10                            |                                  |        |               |  |  |

## Analyse
Les Sociaux-démocrates enregistrent une forte progression, de l'ordre de 20 points, et devancent de peu le Parti démocratique au pouvoir. Avec Réel et la Démocratie libérale, qui franchissent tous les deux le seuil de représentation de 4 %, le centre gauche semble davantage en mesure de forger une majorité que le centre droit. Le Parti populaire est en effet en recul, tandis que Nouvelle Slovénie se trouve exclue de l'Assemblée nationale. Allié du gouvernement sortant, le Parti des retraités se dit prêt à négocier avec les partis du centre gauche.

## Conséquences
Borut Pahor ayant conclu un accord de partenariat entre les SD, Zares, le DeSUS et la LDS, il est investi président du gouvernement le 7 novembre. Deux semaines plus tard, son gouvernement de 18 ministres reçoit la confiance des parlementaires par 56 suffrages favorables et 30 contre.